# Saint-Joseph-des-Bancs

Saint-Joseph-des-Bancs este o comună în departamentul Ardèche din sud-estul Franței. În 1 ianuarie 2022 avea o populație de 191 de locuitori.